# Touffreville
Touffreville é uma comuna francesa na região administrativa da Normandia, no departamento de Eure. Estende-se por uma área de 10,69 km². Em 2010 a comuna tinha 359 habitantes (densidade: 33,6 hab./km²).